# آندرئا رنتسی
آندرئا رِنتسی (ایتالیایی: Andrea Renzi؛ زادهٔ ۷ فوریه ۱۹۶۳) بازیگر اهل ایتالیا است.
از فیلم‌ها یا برنامه‌های تلویزیونی که وی در آن نقش داشته است، می‌توان به ببر و برف، حوزه استحفاظی، با من از عشق بگو و به کجا می‌روی، عزیزم؟ اشاره کرد.